# Roberto Franchi
Roberto Franchi (Siena, 11 maggio 1938 – Siena, 21 dicembre 1995) è stato un politico italiano.

## Biografia
Nacque a Siena l'11 maggio 1938. Durante gli studi giovanili e gli anni liceali frequentò la gioventù dell'Azione Cattolica, stringendo amicizia con Enzo Balocchi, Vittorio Carnesecchi e Aureliano Inglesi. Conseguita la laurea in giurisprudenza, fu docente di storia e filosofia presso il Liceo classico "E. S. Piccolomini". Si avviò quindi verso la carriera giornalistica, passando poi ad intraprendere una lunga attività politica nelle file della Democrazia Cristiana. Più volte consigliere comunale a Siena dal 1964 al 1988 e segretario provinciale nel 1981, fu eletto alla Camera dei deputati nel 1983 per la circoscrizione Siena-Arezzo-Grosseto, ricoprendo in Parlamento il ruolo di membro della Commissione cultura.
Nella sua lunga attività di giornalista lavorò per «Nuove Cronache» e per il «Giornale del mattino»; fu capo ufficio stampa del Comune di Firenze. Si occupò anche di temi storici quali l'impatto della Rerum Novarum e le vicende del movimento cattolico a Siena negli anni venti. Dopo una lunga e grave malattia morì nella sua città il 21 dicembre 1995.